# Leonel Castillo González
Leonel Castillo González (1944) es un abogado mexicano, exmagistrado presidente del Tribunal Electoral del Poder Judicial de la Federación. Es egresado de la Facultad de Derecho de la Universidad Michoacana de San Nicolás de Hidalgo.
Ha tenido diversos cargos en el Poder Judicial de la Federación y en el antiguo TRIFE. Ha sido magistrado de cuenta pública. Se le consideró como uno de los magistrados más progresistas del Tribunal, que votó en favor de la nulidad de las elecciones en Tabasco y en Colima.
Se encargó del llamado recurso madre de la Coalición Por el Bien de Todos. Entre sus dictámenes se encuentra el de proceder a un recuento parcial de las elecciones. Terminó su cargo en el Tribunal Electoral del Poder Judicial de la Federación en octubre de 2006.
También se desempeñó como director general del Instituto de la Judicatura Federal del Consejo de la Judicatura Federal del Poder Judicial de la Federación.
En el año 2000, recibió la Presea Tepantlato, que otorga la Universidad Tepantlato a destacados servidores públicos de México, por Mérito Jurídico.
| Predecesor: Eloy Fuentes Cerda | Presidente del Tribunal Electoral del Poder Judicial de la Federación 2005 - 2006 | Sucesor: Flavio Galván Rivera |

- Datos: Q5973288